# Nature Physics
Nature Physics (nach ISO 4 abgekürzt Nat. Phys.) ist eine Fachzeitschrift, die von der Nature Publishing Group herausgegeben wird. Die Erstausgabe erschien im Oktober 2005. Derzeit werden zwölf Ausgaben im Jahr publiziert. Die Zeitschrift veröffentlicht Artikel aus allen Bereichen der Physik (reine und angewandte Physik).
Der Impact Factor des Journals lag im Jahr 2014 bei 20,147. Nach der Statistik des ISI Web of Knowledge wird das Journal mit diesem Impact Factor in der Kategorie multidisziplinäre Physik an zweiter Stelle von 78 Zeitschriften geführt.
Chefherausgeberin ist Alison Wright, die beim Verlag angestellt ist.